# Jintasaurus
Jintasaurus is een geslacht van ornitischische dinosauriërs, behorend tot de groep van de Iguanodontia, dat tijdens het vroege Krijt leefde in het gebied van het huidige China.

## Vondst en naamgeving
In 2006 vond een team van het Fossil Research and Development Center (FRDC) van de Third Geology and Mineral Resources Exploration Academy of the Gansu Provincial Bureau of Geo-Exploration and Mineral Development drieënvijftig botten in de prefectuur Jinta in de provincie Gansu.
De typesoort Jintasaurus meniscus is in 2009 benoemd en beschreven door You Hailu en Li Daqing. De geslachtsnaam verwijst naar Jinta waarvan de naam weer afgeleid is  van de Jin-Ta [Si], de "Gouden [Pagode] Tempel", een bekend monument in de stad Mati. De soortaanduiding betekent "maanvormig" in het Latijn en verwijst naar een schedelkenmerk.
Het fossiel, holotype FRDC-GJ 06-2-52, is gevonden in het Yujingzibasin (Xinminpu-groep, Aptien-Albien) in de provincie Gansu. Het bestaat uit de achterkant van een schedel. De overige botten werden niet toegewezen want er bleken zich middelste staartwervels van twee typen onder te bevinden wat erop wees dat ze twee soorten vertegenwoordigden zonder dat vastgesteld kon worden welke botten bij elkaar hoorden.

## Beschrijving
De beschrijvers wisten één onderscheidend kenmerk vast te stellen. De processus paroccipitales zijn uitzonderlijk lang, hangend en halvemaanvormig, ver beneden het niveau van de condylus occipitalis, de knobbel op het achterhoofd die articuleert met de nek, uitstekend. Dit unieke kenmerk of autapomorfie was een aanwijzing dat men met een aparte soort van doen had.
Een afgeleid kenmerk was verder dat het postorbitale een lange tak heeft naar het squamosum. Basale kenmerken zijn dat het achterhoofd niet naar voren helt en dat het uiteinde van de processus paroccipitalis niet naar voren kromt.
Jintasaurus is een vrij grote soort. De achterste breedte van de schedel bedraagt eenendertig centimeter wat wijst op een lichaamslengte van rond de negen meter.

## Fylogenie
Een cladistische analyse toonde aan dat Jintasaurus het zustertaxon was van een klade bestaande uit de Hadrosauroidea en dus zelf een basaal lid was van de Hadrosauriformes, maar in een meer afgeleide positie, hoger in de stamboom, dan Protohadros en basale hadrosauriformen die in het vroege Opper-Krijt Noord-Amerika bewoonden, een aanwijzing dat de Hadrosauroidea uit Azië zouden stammen.